# Acantholipes vetustalis
Acantholipes vetustalis là một loài bướm đêm trong họ Erebidae.